# Американский барсук
Американский барсук (лат. Taxidea taxus) — вид семейства куньи, единственный вид рода Taxidea. Сходство с видами рода барсуков внешнее, основано на роющей деятельности и на сходных адаптациях ко всеядной диете. Распространён в Северной Америке на территории Мексики, США и Канады.

## Внешний вид
Внешний вид американского барсука во многом напоминает барсука обыкновенного, хотя они являются представители разных родов. Размер животного достигает около 60—79 см в длину, а масса до 12 кг, в неволе — до 18 кг
. В северных областях у самцов вес доходит до 12 кг, самки — меньше. Туловище у американского барсука приплюснутое, крепкое и мускулистое, ноги короткие, полустопоходящие. Шерсть длинная и мохнатая, с сероватым или буроватым окрасом, ступни чёрные или коричневые. Характерен окрас морды: от конца носа к спине проходит характерная узкая белая полоса. Сама морда обладает тёмными пятнами по бокам от полосы и у основания ушей со стороны морды. На передних лапах очень длинные и изогнутые когти — достигая примерно 5 см, они отлично приспособлены для рытья. На задних лапах когти лопатообразной формы.
Количество пар сосков — 8. Бакулюм самцов загнутый, с крючкообразным выступом.

## Распространение
Ареал американского барсука обширен, охватывающий существенную часть Северной Америки: на конец XX века он обитал в северных и центральных областях Мексики, на юге Канады (провинции Британская Колумбия, Онтарио, Саскачеван, Альберта и Манитоба), и на западе и в центре (т.н. Среднем Западе) США, уже тогда ареал постепенно расширялся на восток.

### Подвиды
Известно 4 подвида американского барсука:
- Taxidea taxus taxus Schreber, 1778, номинативный подвид, распространён в центре США и Канаде;
- Taxidea taxus jeffersonii Harlan, 1825, распространён на северо-западе США и в Альберте;
- Taxidea taxus jacksoni Schantz, 1945, распространён на южном побережье Великих Озёр;
- Taxidea taxus berlandieri Baird, 1858, распространён на юго-западе США и в Мексике.

Подвид Taxidea taxus marylandica Gidley et Gazin, 1778, является вымершим, известен по ископаемым останкам плейстоцена.

## Эволюция
Ископаемые останки данного вида известны в том числе и за пределами современного ареала: на Аляске, в Мэриленде, Кентукки и в штате Нью-Йорк, что свидетельствует о глубоких сдвигах в распространении вида в плейстоцене.

## Образ жизни, питание

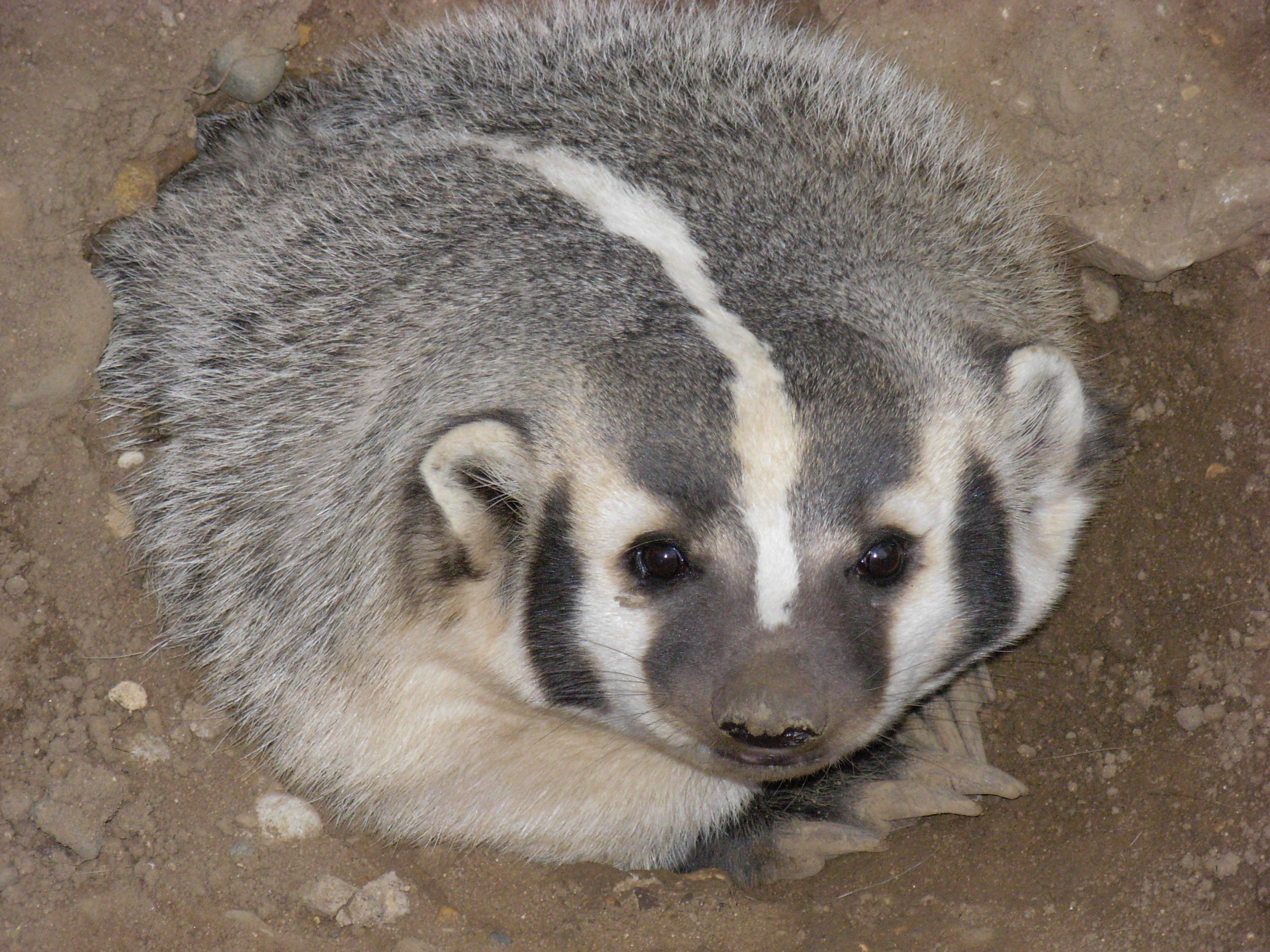
Барсучиха в норе

Американский барсук — животное, ведущее одиночный образ жизни за исключением периода размножения (а в случае с самками — и во время выращивания детёнышей). В качестве мест обитания американские барсуки предпочитают безлесные открытые территории (в первую очередь из-за легкодоступной добычи в этих местах): чаще встречаются на полях, открытых лугах и пастбищах. Нередко американских барсуков можно встретить в горных лесах и альпийской тундре. Поднимается на высоту до 3660 м выше уровня моря (по данным из Долины Смерти). Плотность популяции в среднем составляет одну особь и 10 нор на 2,6 км²
Как и в случае с европейским барсуком, жилищем американскому служат вырытые им норы. Площадь участка различается в зависимости от времени года, наблюдается тенденция увеличения площади летом и уменьшения осенью и зимой (так, по данным радиолокационного исследования одной самки 1972 г. была выявлена площадь участка в 720 га летом, 53 га осенью и 2 га зимой; в среднем, по данным того же исследования, площадь участка американского барсука на протяжении одного года составляет около 850 га). Также размер участка зависит от пола животного.
Рацион американского барсука разнообразный, включающий в себя множество мелких позвоночных. Основу питания составляют грызуны (например, мыши, сурки или белки), также употребляет в пищу рыбу, змей, насекомых (в частности, соты и личинки пчёл), а кроме того, выводки береговушек. Американский барсук обладает повышенной устойчивостью к ядам змей.
Во время охоты на норных животных, например, луговых собачек, американский барсук иногда кооперируется с койотом. Совместная охота барсука и койота заключается в том, что барсук, проникнув в жилище добычи, начинает ее разрывать, и она вылезает наружу, где её ловит койот.

## Поведение

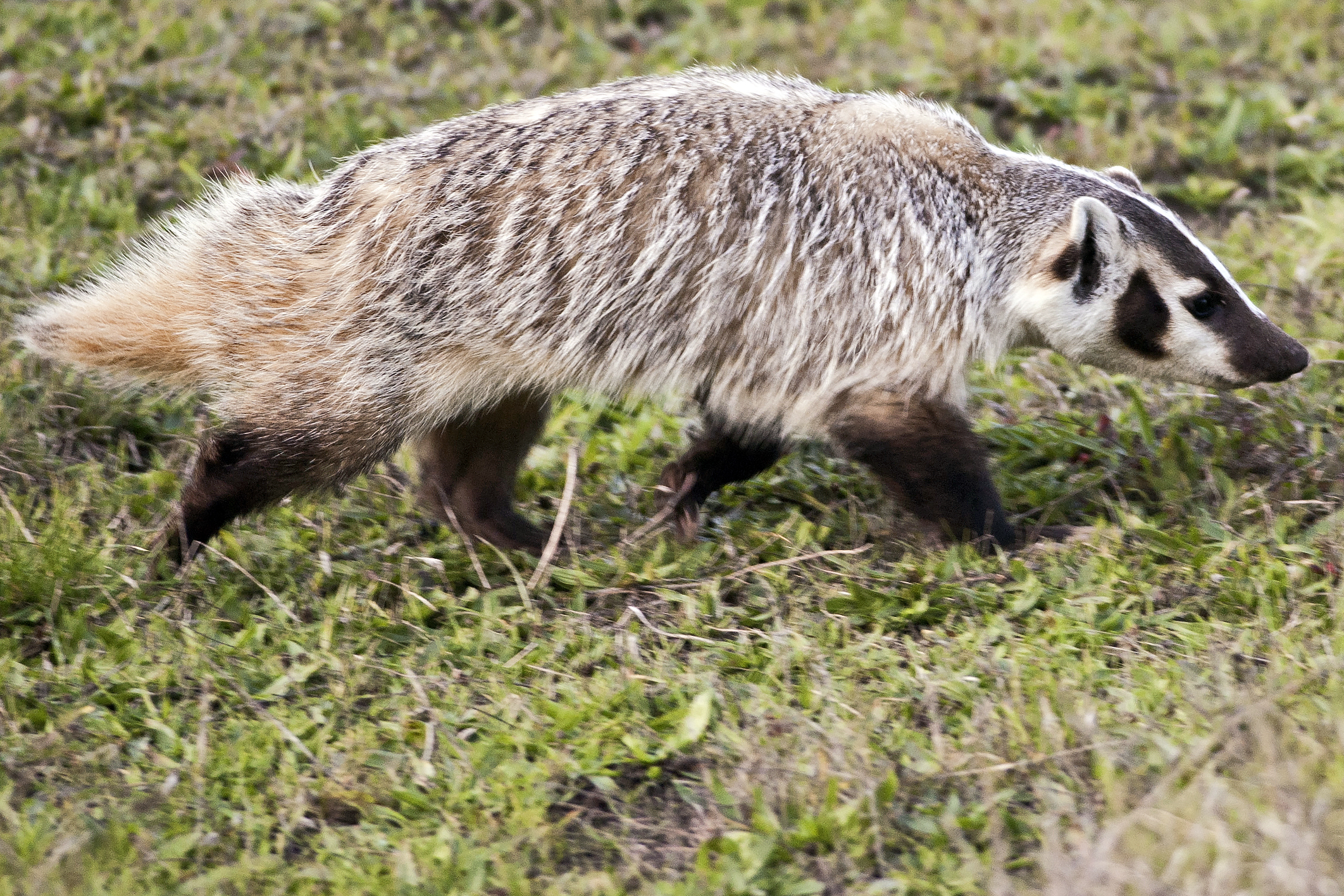
Американский барсук на полострове Пойнт-Рейес (Калифорния)

По состоянию на 1970-е годы о физиологии вида было известно довольно мало. В частности, отмечалось, что в северных широтах и на больших высотах в зимний период у американских барсуков низкая активность, но в спячку, вероятно, они не впадают. Заметны они и в оттепель.
В отличие от европейского барсука, американский характеризуется более агрессивным характером.
Во время испуга шипит и рычит. Подобную вокализацию описал знаменитый канадский и американский писатель-натуралист Эрнест Сетон-Томпсон в своём труде «Lives of Game Animals» (1925-1928 гг.). Пытаясь напугать потенциального противника, американский барсук распушивает свой мех, как бы «увеличиваясь» в размерах. Также американский барсук издаёт звуки, напоминающие мурлыканье.
Также американский барсук хорошо плавает.

## Размножение
Есть сведения, что американский барсук является не моногамом. Период гона и спаривание происходит летом и ранней осенью. Самцы, как правило, покрывают барсучих возрастом от одного года, хотя известны случаи спаривания с пяти-четырёхмесячными самками. Как и у многих других куньих, у американского барсука беременность с латентной стадией, развитие эмбрионе задерживается на стадии бластулы до зимы (до декабря-февраля в Канзасе и до февраля в Южной Дакоте и на западе Монтаны). Детёныши рождаются в марте-апреле, будучи покрытыми шерстью и слепыми.
Продолжительность жизни в неволе — около 11 лет. Естественных врагов немного, отмечаются случаи добычи американского барсука теми же койотами и беркутами. Лимитирующим фактором популяции являются паразиты, американский барсук является переносчиком болезней, вызываемых нематодами, сосальщиками, ленточными червями. Также американский барсук погибает и в результате антропогенного влияния: не только во время охоты на него, но и будучи сбитыми автотранспортом.

## Хозяйственное значение
Добывается американский барсук капканами и охотой с ружьём.
В XIX и начале XX века кисти, изготовленные из меха американского барсука, считались наилучшими по качеству. Также, ввиду большей мягкости волосяного покрова, на мех шкуры американского барсука идут чаще, чем европейского.

## В культуре

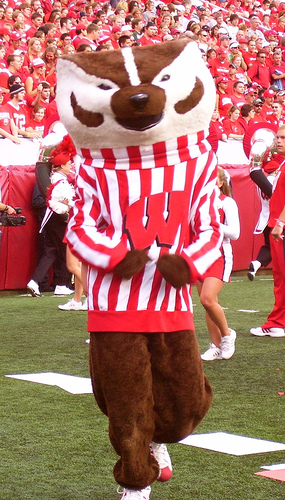
Барсук Баки

- Совместная охота койота и барсука нашла отражение в сказке навахо, по сюжету которой Койот и Барсук перед охотой на кроликов поют песни о приходе снега, однако Койот поёт, чтобы выпал глубокий, «с высокую трову», снег, в то время как Барсук — о том, чтобы снег выпал неглубокий, поскольку из-за коротких ног ему трудно идти по глубокому снегу[11].
- По легенде шошонов, детей Голубя, похищенных злым великаном и людоедом Дзоавитсом, и успешно сбежавших от него при помощи Медведя и Журавля, приютил Барсук, выкопавший две норы: одну для Голубя и его детей, и другую, в которой, как он заверял пришедшего Дзоавитса, якобы и сидят дети Голубя. Когда Дзоавитс забрался в пустую нору, Барсук завалил вход камнем[12].
- В мифологии зуни барсук является стражем юга и относится к категории т.н. звериных богов/духов, являющимися пережитками охотничьего образа жизни[13].
- В сказке чирикауа в те далёкие времена, когда ночи ещё не было, Барсук даёт Койоту мешок или корзину и велит ему не открывать его/её, однако Койот нарушает запрет, и наступает темнота. В итоге звери и птицы играют на то, будет ли вечная ночь или будет и день[14].
- В мифологии ряда североамериканских индейских народов барсук является трикстером: у микмаков, арапахо, кавайису, юте, южных пайютов, западных шошонов и т.д.[15]
- Американский барсук с 1957 года является официальным животным-символом американского штата Висконсин, также присутствуя на гербе и флаге[16], хотя ассоциация штата и его жителей с данным животным (первоначально носившая скорее негативный характер, но постепенно «обелившаяся» и начавшая ассоциироваться с трудолюбием висконсинцев), равно как и прозвище «штат барсуков» (впрочем, остающееся неофициальным, хотя присутствует в гимне штата «On, Wisconsin!») появились и прижились раньше: начиная, как минимум, с 1820-1830-х гг., когда территория современного штата стала осваиваться белыми первопоселенцами, бывшими по преимуществу рудокопами-добытчиками свинца, использовавшими в качестве жилья землянки и заброшенные шахты[16][17]. Этот факт отражается в ряде культурных явлений, связанных с штатом:
  - Баки (англ. Bucky Badger) — талисман Висконсинского университета в Мадисоне (а также спортивных команд университета)[16] с 1940 года. Автором талисмана является художник-иллюстратор Арт Эванс (англ. Art Evans) из Калифорнии, права на использование были зарегистрированы 2 октября того же года (и поэтому традиционно этот день является «днём рождения» Баки). Имя талисман получил в 1949 году, тогда же он впервые появился в виде ростовой куклы[17].